# Råå museum för fiske och sjöfart
Råå museum för fiske och sjöfart är ett svenskt privat fiske- och sjöfartsmuseum på Råå, söder om Helsingborg.
Museet ägs av Råå museiförening, som bildades 1936. Museet öppnade 1937 och flyttade 1980 till nuvarande byggnad, en tidigare fabrik för minkfoder, i Råå hamn. Efter tillbyggnader 1997 och 2004 har museet en utställningsyta på omkring 750 kvadratmeter.
I museet finns bland annat ensamseglaren Kurt Björklunds Hallberg-Rassy Monsun 31 '"Golden Lady", samt i en av hallarna en permanent utställning om den tidigare Bröderna Linds motorverkstad på Råå.

## Bildgalleri

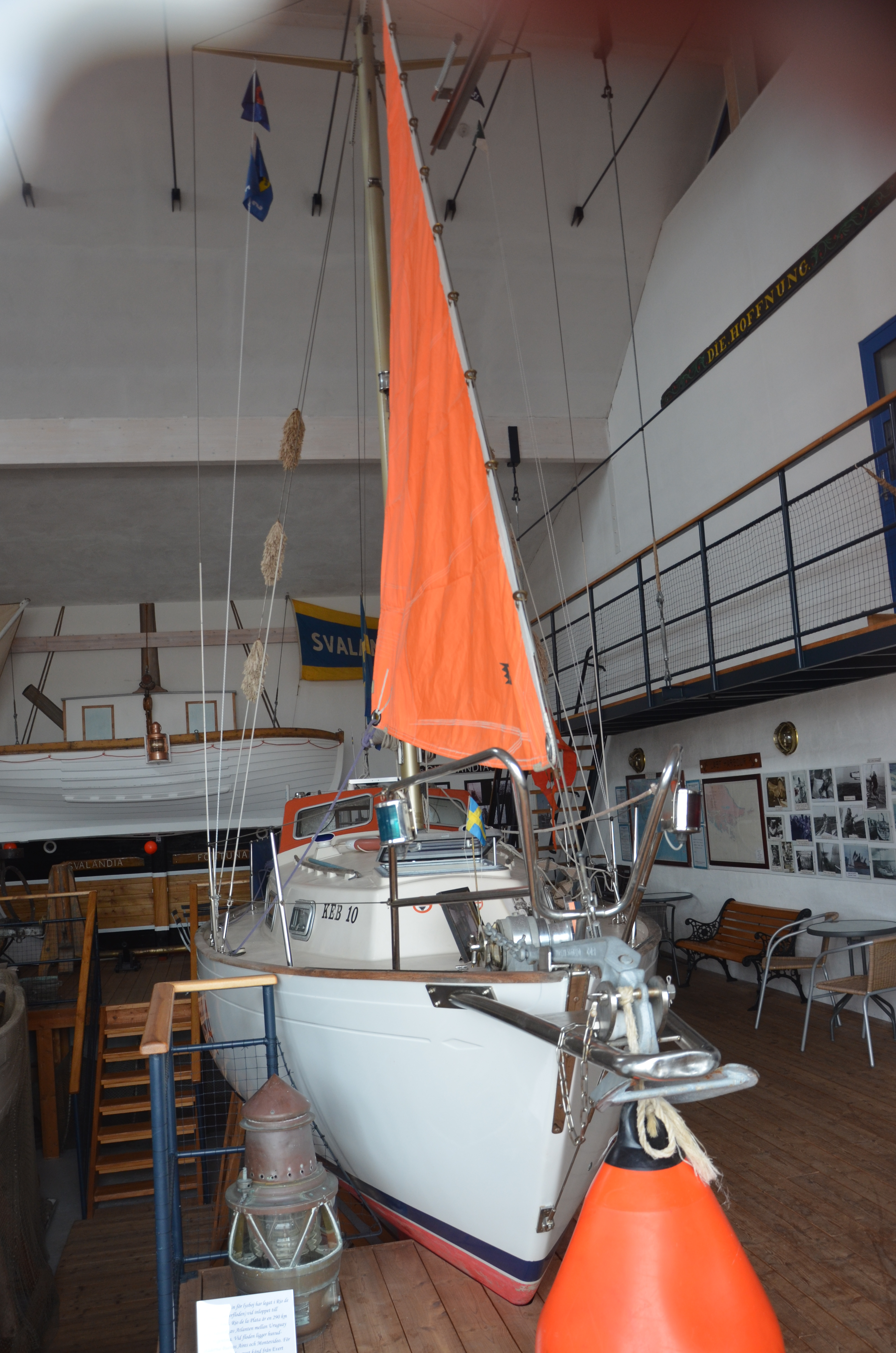
Kurt Björklunds Monsun 31 "Golden Lady"
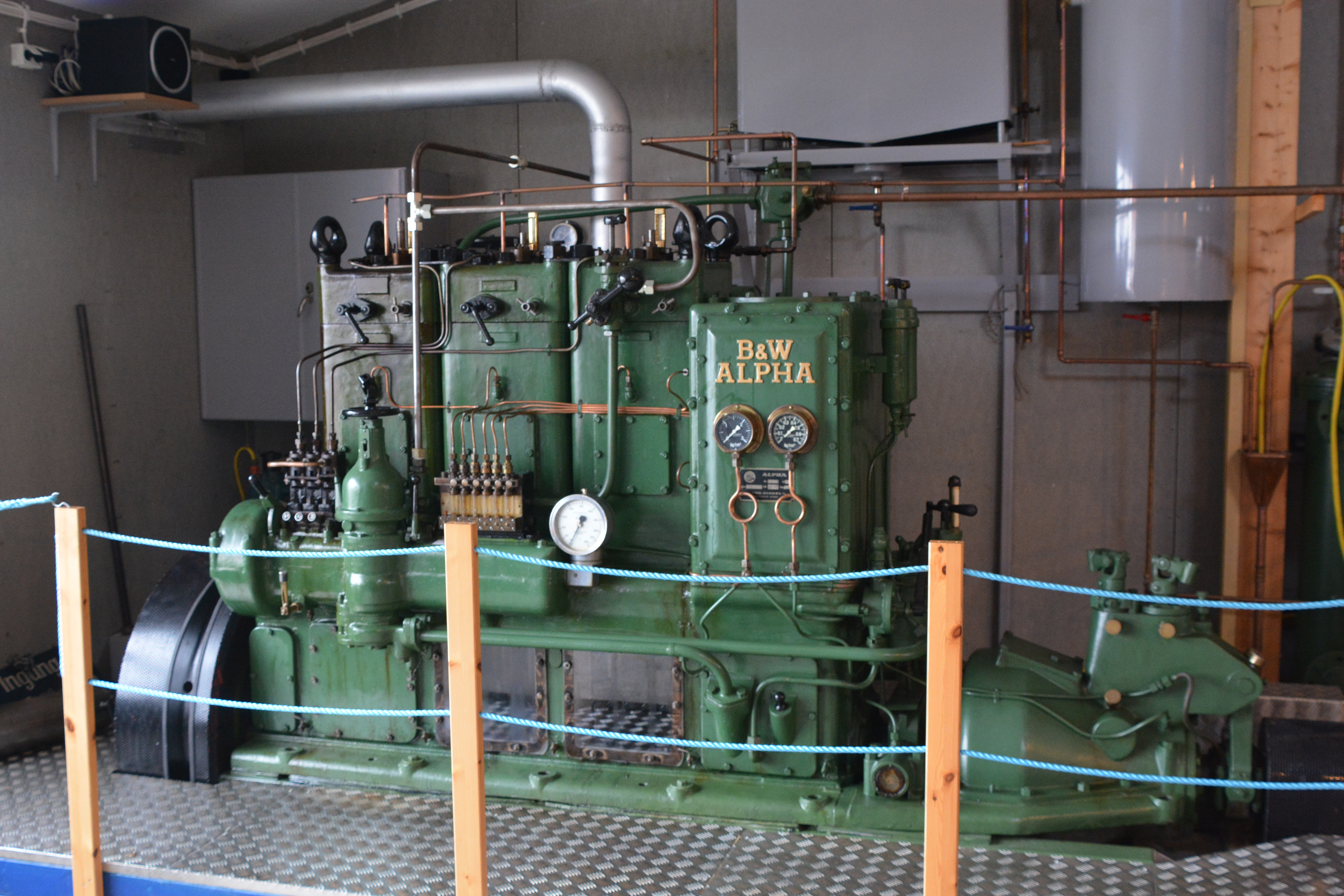
Burmeister & Wain B&W Alpha typ 343 från 1946, marindieselmotor
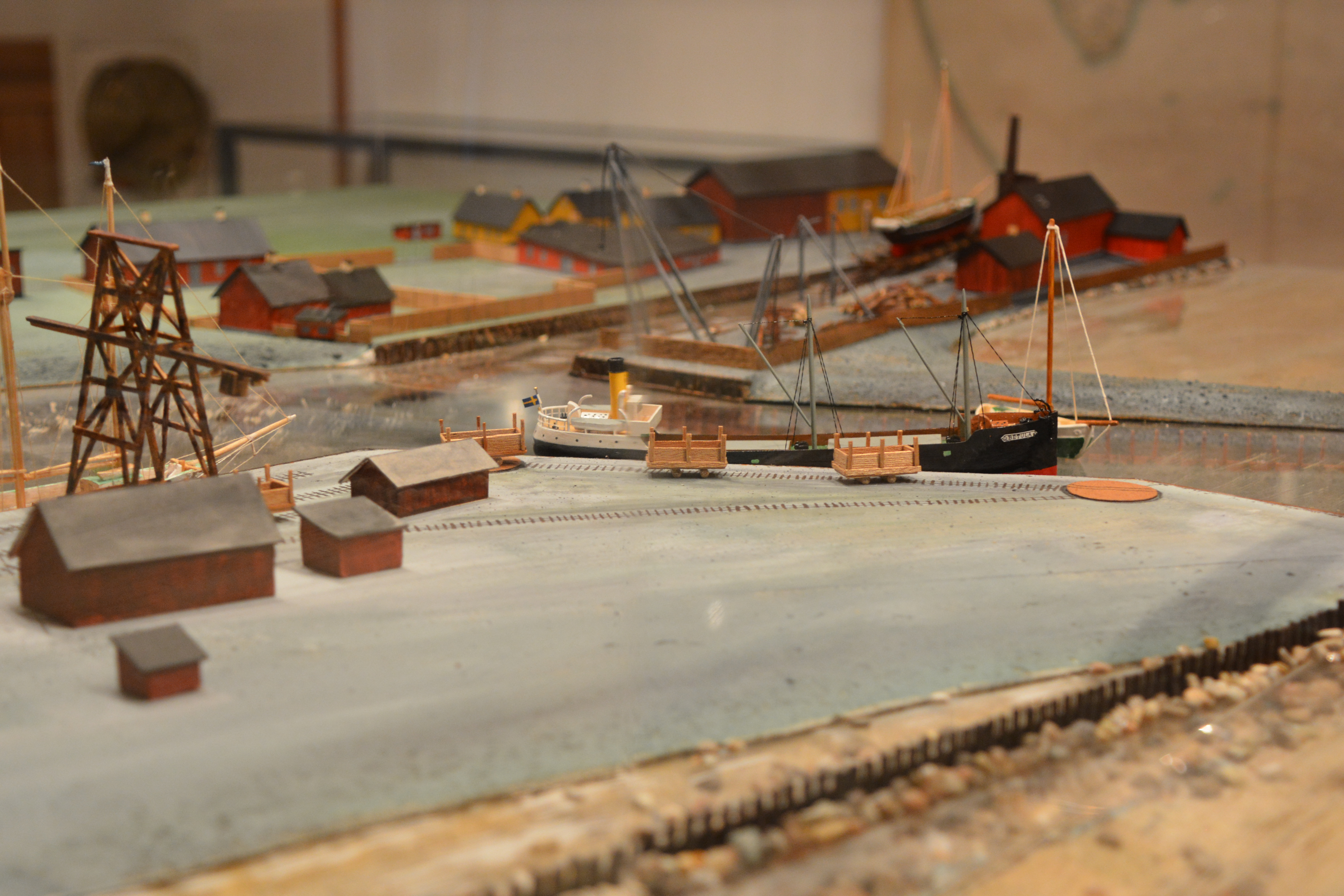
Modell av Rååns utlopp i Öresund, med Holms varv